# Persistance de la vision
Persistance de la vision (titre original : The Persistence of Vision) est un recueil de nouvelles de science-fiction de l'écrivain américain John Varley publié en juillet 1978. Ce recueil a reçu le prix Locus du meilleur recueil de nouvelles en 1979, et le prix Apollo en 1980.
Il a été édité une première fois en France en deux tomes, Dans le palais des rois martiens et Persistance de la vision par les éditions Denoël dans la collection Présence du futur en 1979. En 2000, les éditions Gallimard l'ont édité en un seul volume dans la collection Folio SF sous le titre Persistance de la vision.

## Liste des nouvelles
- Le Fantôme du Kansas, 1979 ((en) The Phantom of Kansas, 1976)
- Raid aérien, 1979 ((en) Air Raid, 1977)
- Un été rétrograde, 1979 ((en) Retrograde Summer, 1975)
- Le Passage du trou noir, 1979 ((en) The Black Hole Passes, 1975)
- Dans le palais des rois martiens, 1979 ((en) In the Hall of the Martian Kings, 1977)
- Dans le chaudron, 1979 ((en) In the Bowl, 1975)
- Dansez, chantez, 1979 ((en) Gotta Sing, Gotta Dance, 1976)
- Trou de mémoire, 1978 ((en) Overdrawn at the Memory Bank, 1976)Adaptée à la télévision sous le titre Overdrawn at the Memory Bank en 1983
- Les Yeux de la nuit, 1979 ((en) The Persistence of Vision, 1978)

## Éditions
- The Persistence of Vision, juillet 1978, The Dial Press/James Wade, 316 pages  (ISBN 0-8037-6866-4)
- Persistance de la vision, 11 octobre 2000, trad. Michel Deutsch, Gallimard, Folio SF no 17, 510 pages  (ISBN 978-2070415922)